# 中山城 (日向国)
中山城（なかやまじょう）、または仲山城は、宮崎県西臼杵郡高千穂町（日向国臼杵郡中山）にあった日本の城。三田井氏宅跡（みたいしたくあと）とも呼ばれる。築城年は不明だが、高千穂氏の末裔、大神姓三田井氏の居城で、文禄3年（1594年）に高橋元種によって攻め落とされた。

## 概要
三田井親武の居城。三田井親武は、天慶年間（938年-947年）に血筋の途絶えた三田井氏の養子となった大神惟基の長子・大神政次を祖とする大神姓の三田井氏。
天正18年（1590年）、豊臣秀吉による九州征伐で高千穂郷は縣城主（延岡城主）となった高橋元種の所領となったが、三田井氏はこれに従わなかった。
文禄3年（1594年）、元種は三田井氏の家老・甲斐宗摂をそそのかし三田井氏を討たせた。